# Roland Michael Wegener

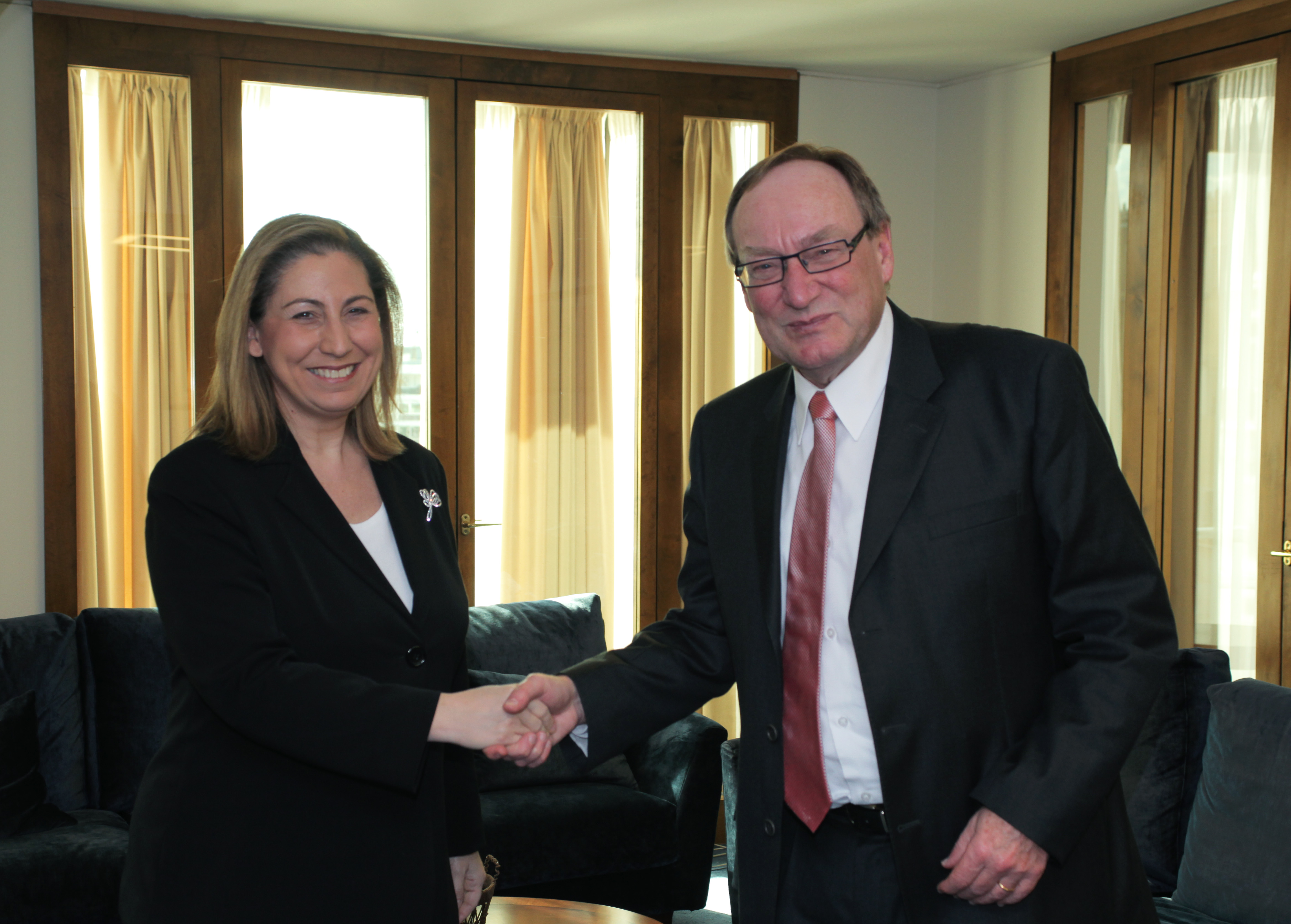

Roland Michael Wegener (* 13. Dezember 1947 in Ulm; † 7. Dezember 2022 in Bonn) war ein deutscher Diplomat, der unter anderem Leiter der Ständigen Vertretung beim Europarat in Straßburg, Botschafter in Mexiko sowie zuletzt Botschafter in Griechenland war.

## Leben
Roland Wegener absolvierte ein Studium der Rechts- und Politikwissenschaften sowie der Volkswirtschaftslehre und promovierte an der Rheinischen Friedrich-Wilhelms-Universität Bonn 1977 zum Dr. iur. mit einer Dissertation zum Thema Staat und Verbände im Sachbereich Wohlfahrtspflege : eine Studie zum Verhältnis von Staat, Kirche und Gesellschaft im politischen Gemeinwesen.
Nach dem Eintritt in den Auswärtigen Dienst 1975 folgten Verwendungen an der Botschaft in Polen sowie im Auswärtigen Amt. Zwischen 1984 und 1989 war er Wissenschaftlicher Mitarbeiter der CDU/CSU-Bundestagsfraktion. Anschließend war er bis 1993 Kabinettchef des Generalsekretärs der NATO, Manfred Wörner. Von 1993 bis 1997 war er Leiter des Referats „Europäische Sicherheit und Verteidigung“ im Auswärtigen Amt in Bonn. 1997 wurde Wegener Stellvertretender Generalsekretär der Westeuropäischen Union (WEU).
Von 2001 bis August 2006 leitete Wegener die Deutsche Ständige Vertretung beim Europarat in Straßburg. Anschließend war er bis 2010 deutscher Botschafter in Mexiko. Vom September 2010 bis März 2012 war Wegener Botschafter in Griechenland und trat dann in den Ruhestand ein. Nachfolger als Botschafter wurde Wolfgang Dold, der bisherige Beauftragte für Infrastruktur des Auswärtigen Amtes.

## Veröffentlichungen
- Staat und Verbände im Sachbereich Wohlfahrtspflege : eine Studie zum Verhältnis von Staat, Kirche und Gesellschaft im politischen Gemeinwesen, Dissertation (Universität Bonn, 1977), Verlag Duncker & Humblot, 1978, ISBN 3-428-04287-5